# Tetramorium moravicum
Tetramorium moravicum (лат.) — вид муравьёв рода Tetramorium из подсемейства Myrmicinae (Formicidae).

## Распространение
Центральная и южная Европа. На восток до материковой лесостепной и степной Украины, Закавказье, Крым, Малая Азия, Иран.

## Описание
Мелкие (длина рабочих 2—4 мм, матки и самцы вдвое крупнее, до 7 мм) земляные муравьи бурого цвета. Отличаются от близких видов наличием киля на скапусе. Усики рабочих и самок 12-члениковые с 3-члениковой булавой (у самцов усики 10-члениковые). Боковые части клипеуса килевидно приподняты около места прикрепления усиков. Жвалы широкотреугольные с зубчатым жевательным краем. Стебелёк между грудкой и брюшком состоит из двух члеников: петиолюса и постпетиолюса (последний четко отделен от брюшка), жало развито, куколки голые (без кокона). Заднегрудка с 2 короткими и широкими проподеальными шипиками. Брюшко гладкое и блестящее, грудка морщинистая.

## Таксономия
Tetramorium moravicum относится к комплексу видов Tetramorium chefketi. Вид был впервые описан в 1941 году.